# Lanciano Calcio 1920
El Lanciano Calcio 1920 es un club de fútbol de Italia, con sede en Lanciano, en los Abruzos. Fue fundado el 7 de marzo de 1920 y refundado en varias ocasiones. Compite en la Promozione Abruzzo, sexta categoría del fútbol italiano.

## Palmarés

### Torneos nacionales
- Scudetto Dilettanti (1): 1998-99

### Torneos interregionales
- Serie C2 (1): 2000-01 (Grupo B)
- Campionato Interregionale (1): 1985-86 (Grupo H)
- Campionato Nazionale Dilenttanti (1): 1998-99 (Grupo G)

### Torneos regionales
- Eccellenza Abruzzo (1): 1997-98
- Promozione Abruzzo (3): 1955-56, 1992-93 (Grupo A), 2018-19 (Grupo B)
- Prima Categoria Abruzzo (2): 1967-68 (Grupo A), 2017-18 (Grupo B)
- Terza Divisione Abruzzo (1): 1927-28
- Copa Italia de Aficionados Abruzzo (1): 1997-98
- Copa Italia Promozione Abruzzo (1): 2018-19